# Pansarbil

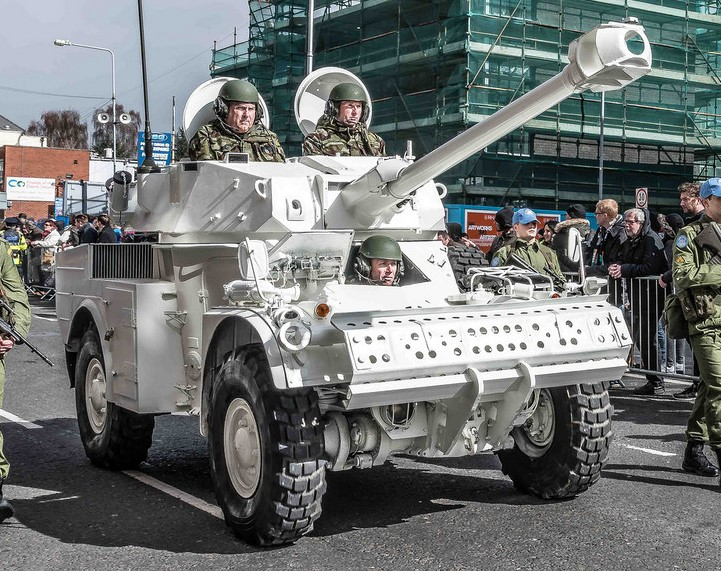
Panhard AML pansarbil.

Pansarbil, kort pb, är en pansrad eller bepansrad militär bil. De är primärt militära fordon och används huvudsakligen som strids- och spaningsfordon av lättare typ. På grund av det begränsade marktrycket som skapas av hjuldrift så har pansarbilar oftast pansar av lättare typ menat att skydda mot splitter och finkalibrig eld.
Pansarbilar är populära för fredsbevarande uppdrag och när man vill upprätthålla inre säkerhet. De ser inte lika hotande och konfrontativa ut som stridsvagnar och deras storlek och manövrerbarhet passar bättre för tätorters trånga körutrymmen. 

## Militära pansarbilar
Klassiska pansarbilar är som nämnt oftast normalt av militär natur. De är snabbgående splitterskyddade fordon ofta beväpnade med lättare beväpning som kulsprutor och automatkanoner samt svagare kanoner.
Pansarbilar är oftast billigare, snabbare och har större räckvidd än bandfordon och är därför ett populärt alternativ av pansarfordon inom många arméer. De flesta är inte tänkta att användas i svåra strider utan de är främst tänkta för spaning, ledning och samband. Andra användningsområden kan vara att transportera olika typer av raketer, robotar eller granatkastare genom farliga områden medan besättningen är skyddad. 
Vissa pansarbilar är dock planerade för att kunna delta i strid och har begränsat med plats för extra personal och har beväpning i klass med en stridsvagn eller stridsfordon. Dessa används bland annat för att eskortera oskyddade eller klent skyddade fordon. Vissa av dessa typer av pansarbilar klassas även i vissa länder som stridsvagn eller pansarvärnskanonvagn på grund av sin menade roll. Ett par bra exempel på dessa typer av fordon är den franska lätta stridsvagnen Panhard EBR och den italienska pansarvärnskanonvagnen B1 Centauro.

### Pansarterrängbil
På grund av att dagens slagfält kallar för bra terrängkörning så är många moderna pansarbilar så kallade terrängfordon i grunden och kallas pansarterrängbil, kort ptgb. En modern pansarterrängbil har normalt 4 till 8 stora terränghjul och normalt lätt bepansring. 

## Historia

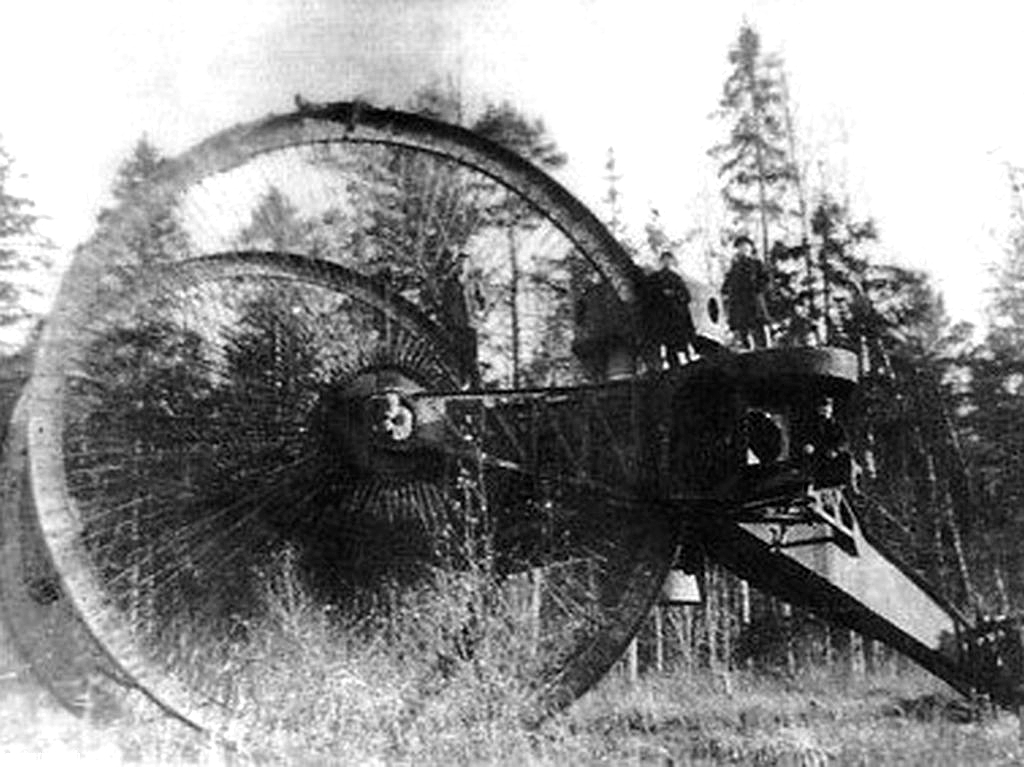
Den horribla tsartanken.

De absolut första pansarbilarna började komma fram under 1800-talets slutskede och vid 1900-talets början kom de första konventionella pansarbilarna. Dessa tillverkades genom att man tillförde pansar och bestyckning till befintliga fordon, däribland personbilar, lastbilar och traktorer. Många av dessa kom att delta i strid under första världskriget och var en viktig del i utvecklingen av stridsvagnen då man snabbt insåg innebörden att kunna korsa skyttegravar, en egenskap pansarbilar saknar. Trots detta var pansarbilar extremt effektiva på fast mark under kriget. 
En spektakulär och opraktisk tidig pansarbil/stridsvagn var den ryska tsartanken från 1915, en typ av bepansrad trehjuling med hjul med nio meters diameter. Dessa hjul var menade att ge denna pansarbil/stridsvagn egenskapen att kunna korsa skyttegravar men på grund av alla dess andra svagheter, till exempel stora siluett och oskyddade gigantiska hjul var denna design obrukbar.
Pansarbilar kom att fortsätta vara populära under mellankrigstiden fram till idag och har i stort sett inte ändrats principiellt sedan första världskriget. 
På många moderna slagfält, primärt inom Mellanösterns terrorist- och inbördeskrig är improviserade pansarbilar mycket vanliga. Precis som de historiskt första pansarbilarna har man tagit civila fordon och bepansrat dem samt givit dem beväpning.

## Svenska pansarbilar

### Mellankrigstiden
Sverige påbörjade anskaffning av pansarbilar under tidigt 1920-tal och de första utprovningarna med utländska modeller lär ha påbörjats år 1922. Ganska snabbt lyckades man ta fram en inhemsk modell vilken fick typbeteckningen pansarbil fm/25. Typen var egentligen en försöksmodell och byggdes enbart i två exemplar. Minst en av dessa blev snabbt modifierad för att kunna bära ett bandaggregat (banddrivningstillsats) som konstruerats av Postverket men försöken med detta var ej lyckade. För montering av bandaggregatet urholkades hjulhuset för att bli mycket större och luftigare. Pansarbil fm/25 följdes snabbt av pansarbil fm/26 som byggde på samma konstruktion men hade rundade hörn på karossen och en 37 mm Puteaux SA 18-kanon i tornet, tagen från en Renault FT-stridsvagn som Sverige hade köpt in som försöksfordon. Även denna var ett försöksfordon och byggdes enbart i ett exemplar.

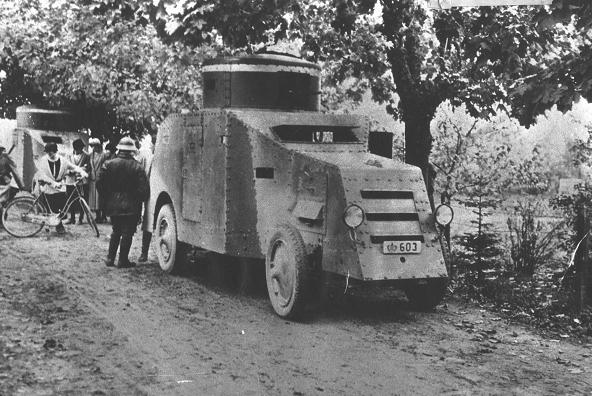
Pansarbil fm/25
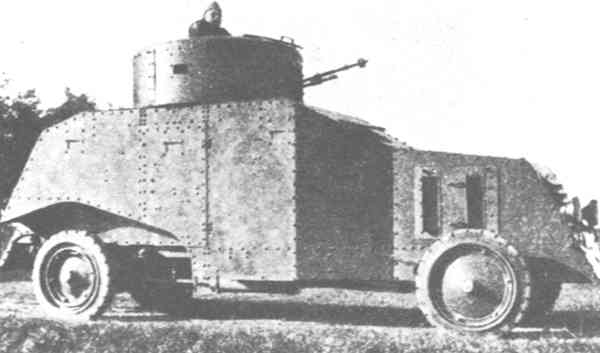
Pansarbil fm/25 med hjulhus för halvband
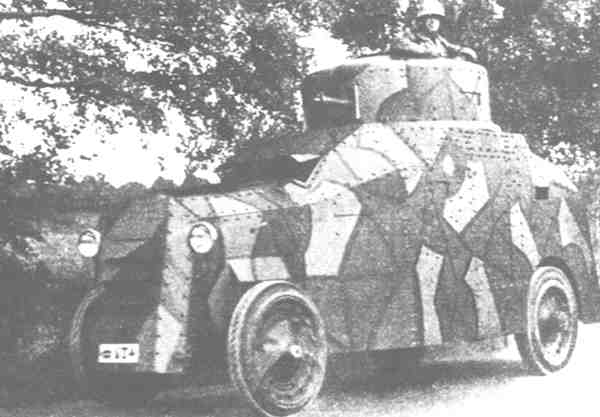
Pansarbil fm/26

Försöken med pbil fm/25 och fm/26 var lyckade och ledde till att man framtog ytterligare en försöksmodell. Denna typen fick beteckningen pansarbil fm/29 och byggdes av Svenska Landsverk AB (inhemsk beteckning: L-170). Typen fungerade mycket bra men visade sig vara för dyr för massproduktion. Därav valde man att framta en billigare konstruktion baserad på ett existerande lastbilschassi. Ett provexemplar tillverkades inhemskt under beteckningen pansarbil fm/30, men typen klarade inte proven och en förbättrad variant beställdes av Bofors. Sedermera betecknad pansarbil m/31, Bofors pansarbil visade sig passande och kom att tillverkas i 32 exemplar från 1931 till 1940 och kom att tjänstgöra fram till 1958.

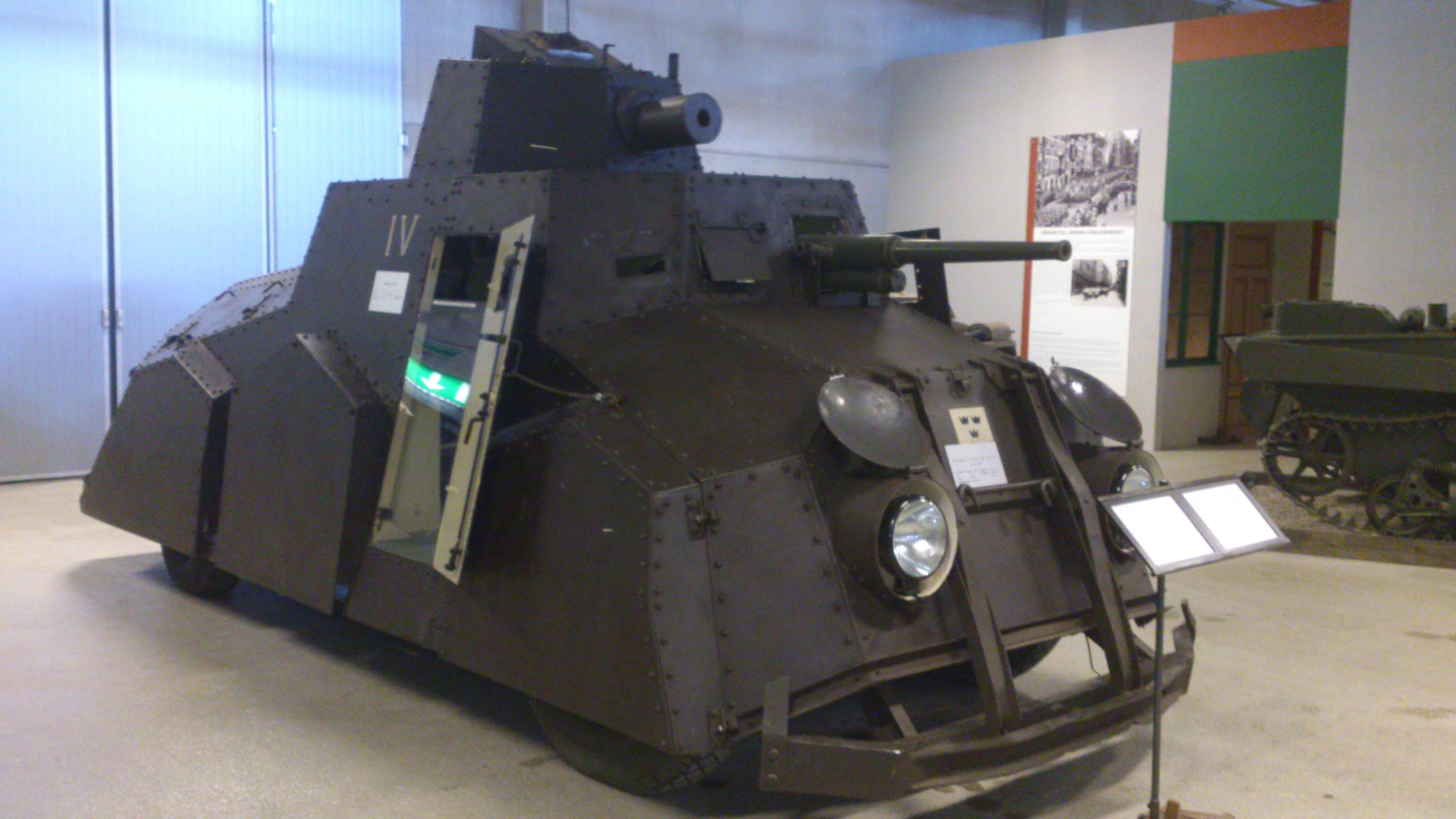
Pansarbil fm/29
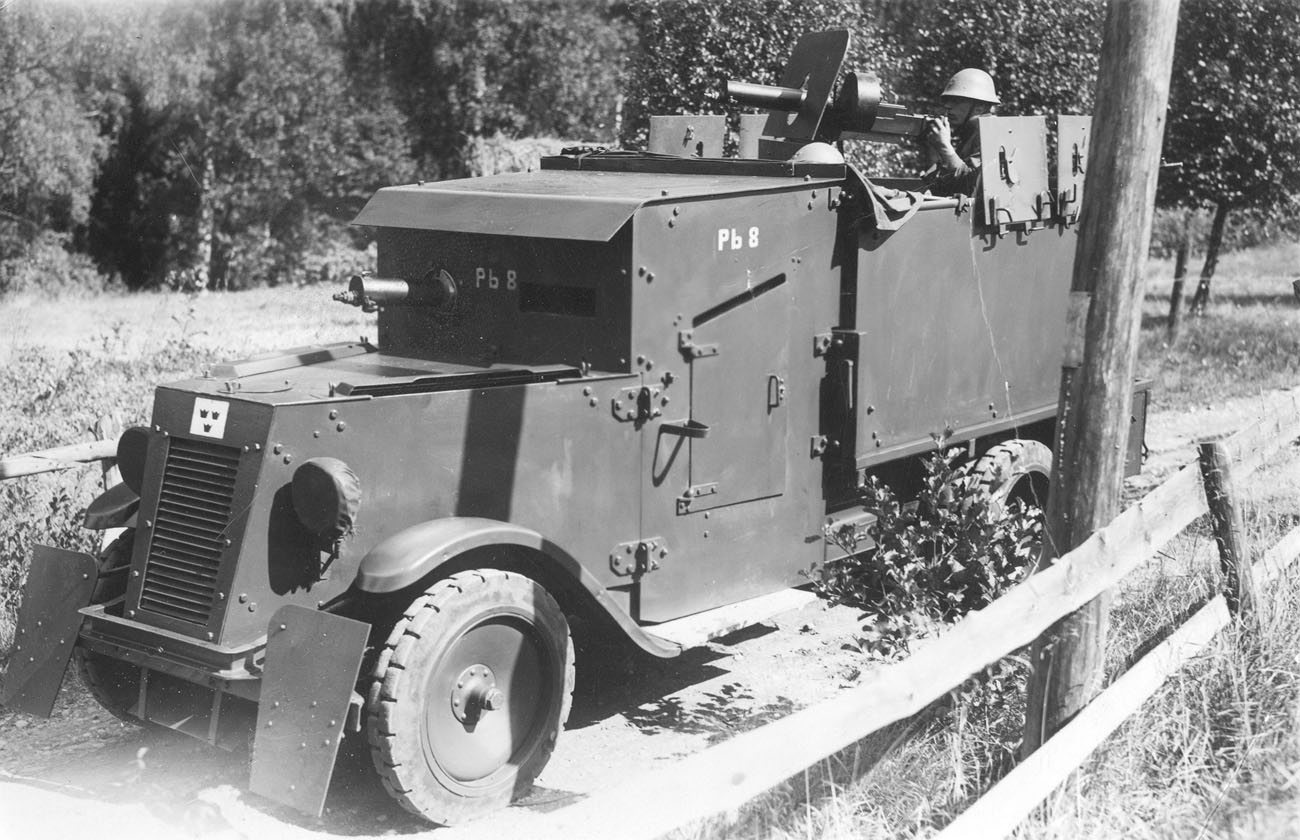
Pansarbil m/31 "kulsprutebil"
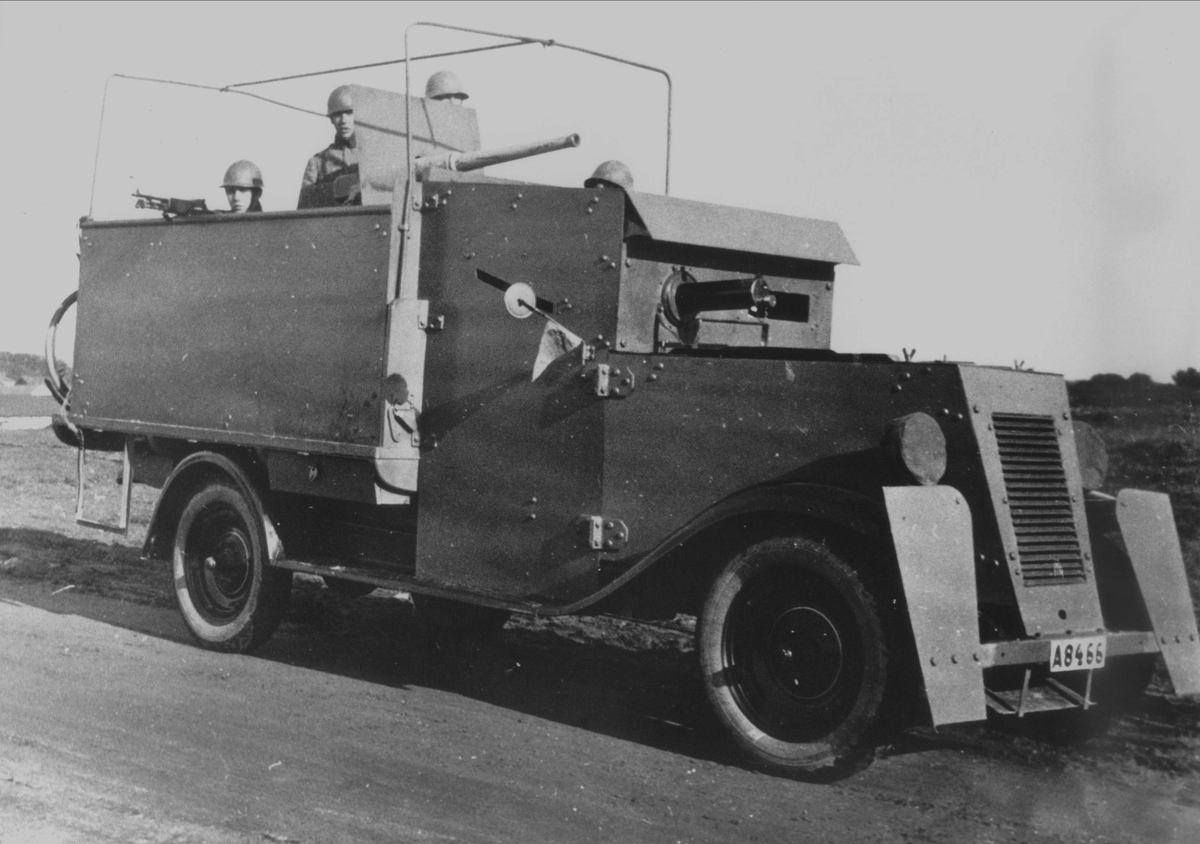
Pansarbil m/31 "kanonbil"
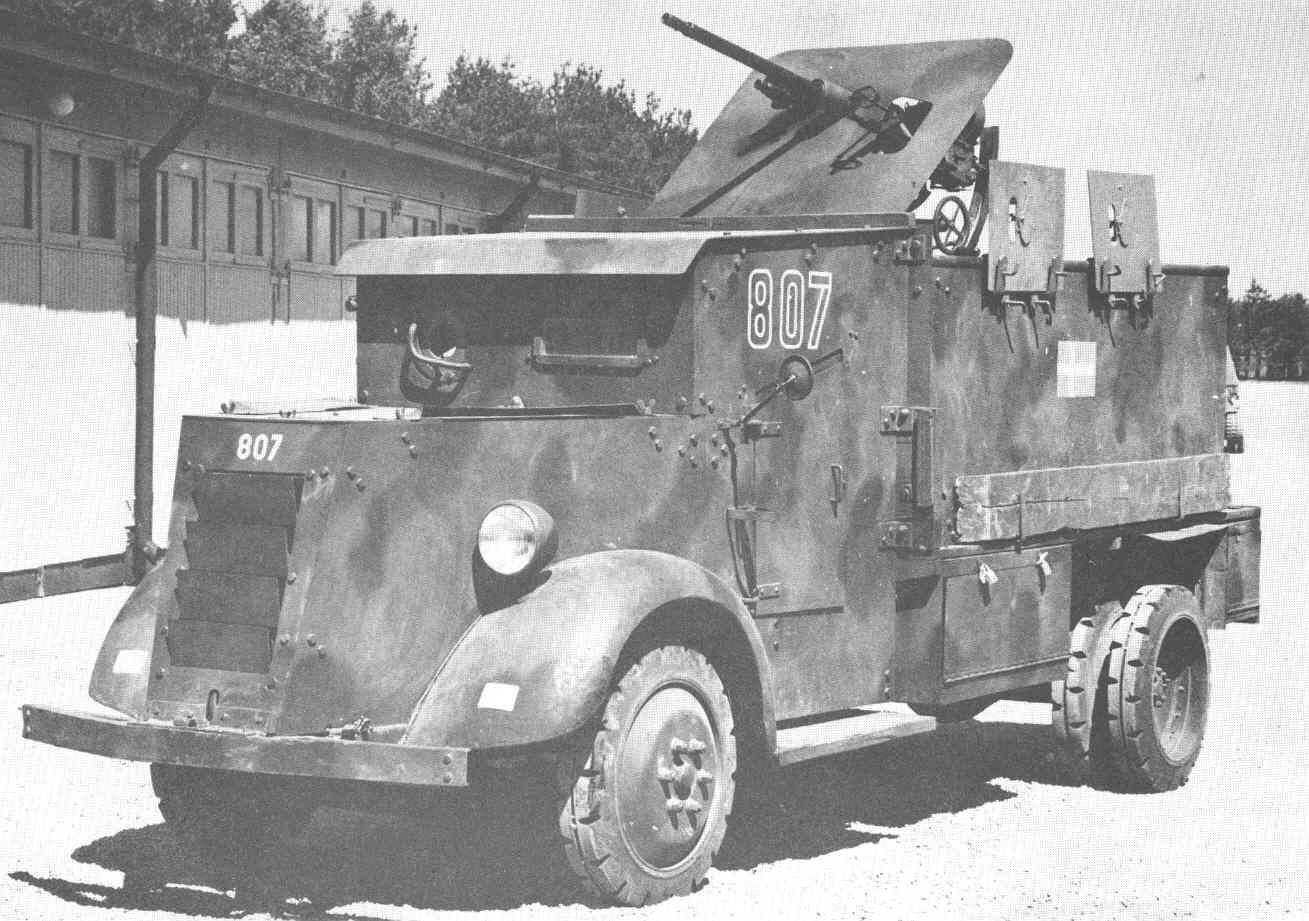
Pansarbil m/31 "utförande 1942"

### Andra världskriget
Vid andra världskrigets intåg insåg Sverige att fler pansarbilar behövdes, varav inköp av Landsverk Lynx gjordes, sedermera betecknad pansarbil m/39 (Landsverk-produktion) och pansarbil m/40 (Volvo-produktion), samt Landsverk L-180, sedermera betecknad pansarbil m/41. Dessa var några av de mest moderna pansarbilarna i världen för sin tid. De var alla av svetsad konstruktion och hade en topphastighet över 70 km/h både framåt och bakåt med en förare i varsin ände. Under kriget byggde Sverige även sitt första riktiga pansarskyttefordon, terrängbil m/42 KP, ett lastbilschassi försedd med pansarkarross, ämnad att bära sexton pansarskyttesoldater.

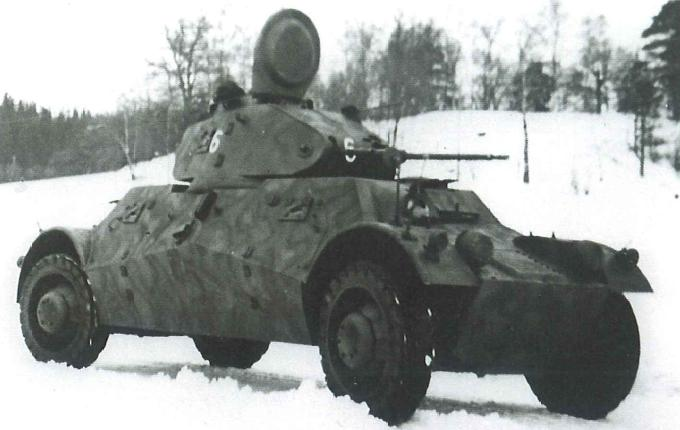
Pansarbil m/39
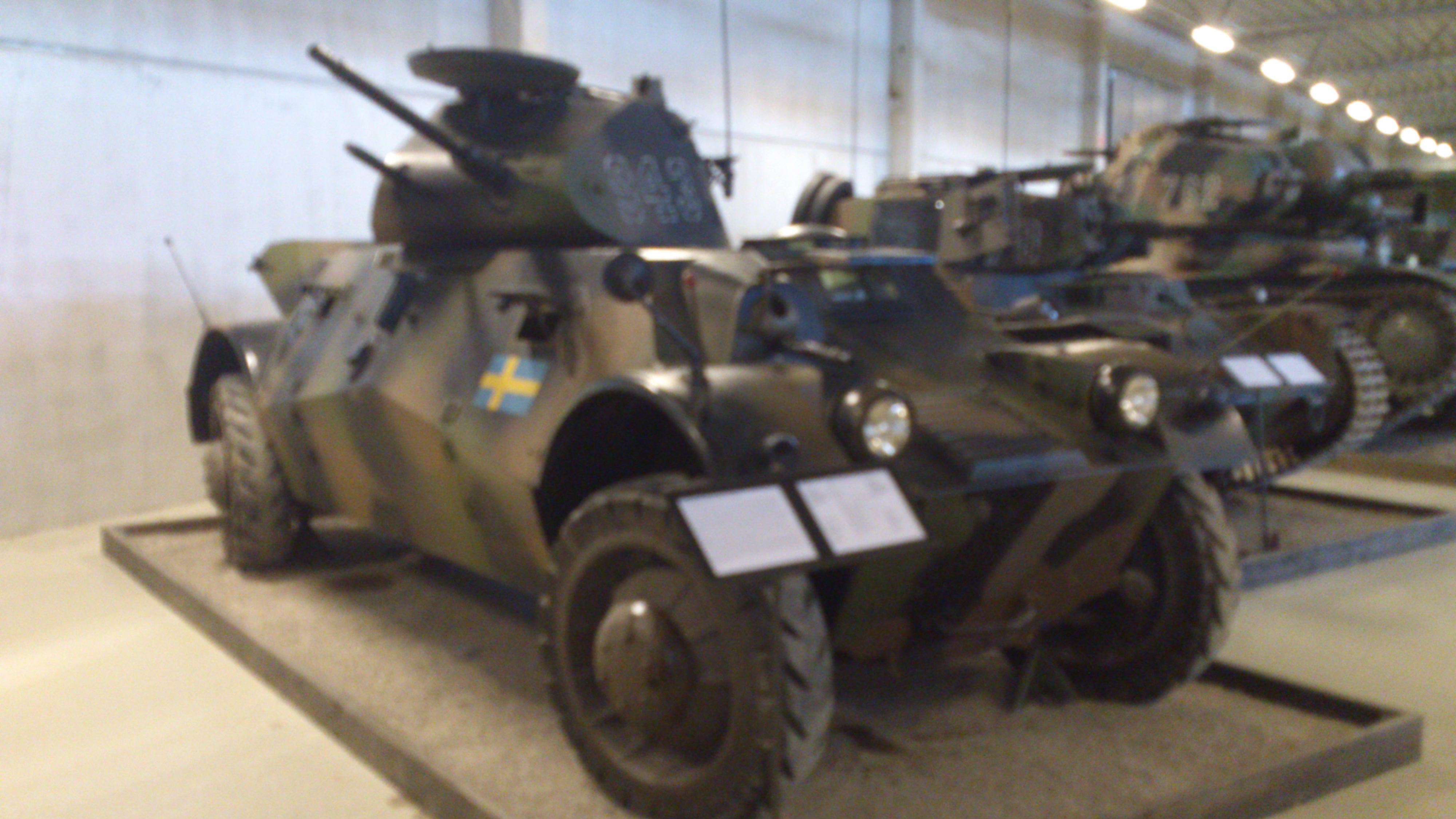
Pansarbil m/40
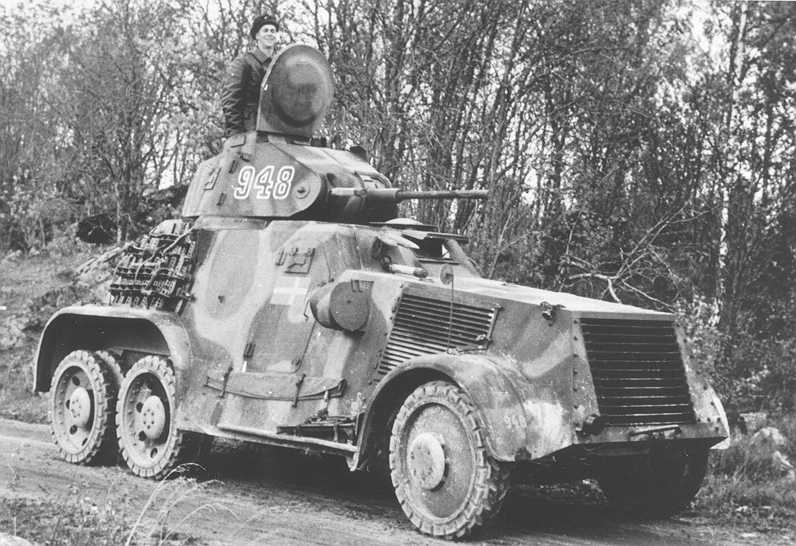
Pansarbil m/41
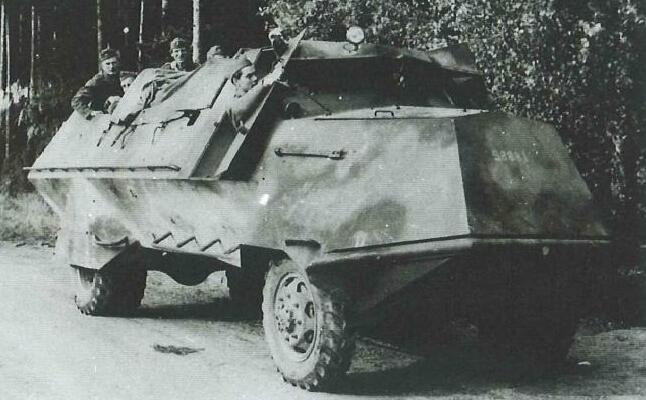
Terrängbil m/42 KP

### Kalla kriget
Efter kriget fortsatte Sverige bruka pansarbilarna m/39, m/40 och m/41 tills att de inte var värda att reparera mer, vartefter de togs ur tjänst. Tgb m/42 KP kom dock att moderniseras med kulsprutetorn för fortsatt tjänst. Denna typ kom senare att bli ett av de fåtal svenska fordon att delta i strid då ett antal skickades till Kongo-Léopoldville för att stödja Svenska FN-styrkor under Kongokrisen. Under Kongokrisen tillfångatog även Sverige ett antal pansarbilar av modellen M8 Greyhound, samt en M3 Scout Car, vilka officiellt intogs i organisationen. Dessa renoverades och modifierades av de svenska FN-trupperna, i vissa fall med 8 mm kulspruta m/36 i luftvärnslavett taget från en trasig Tgb m/42 KP. Även en
Efter Kongokrisen kom enbart tgb m/42 KP att fortsätta tjänstgöra i Sverige. Dessa kom att utgå till regementen på Gotland och till FN-trupper på Cypern under 1960- och 1970-talet. På 1980-talet gick överlevande fordon igenom REMO (Renovering & Modifiering) och försågs bland annat med ett helt ombyggt stridsrum försett med tak. De sista Tgb m/42 KP togs ur bruk 2004.

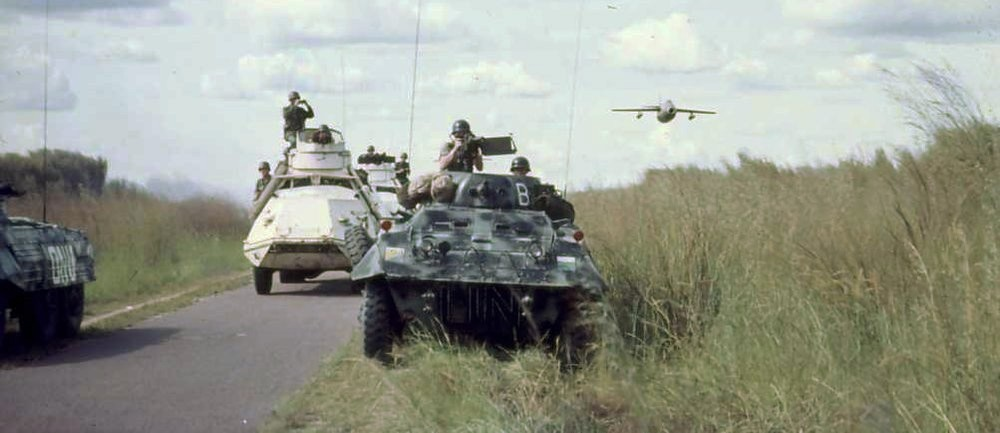
Pansarbil M8 och Tgb m/42 KP under Kongokrisen.
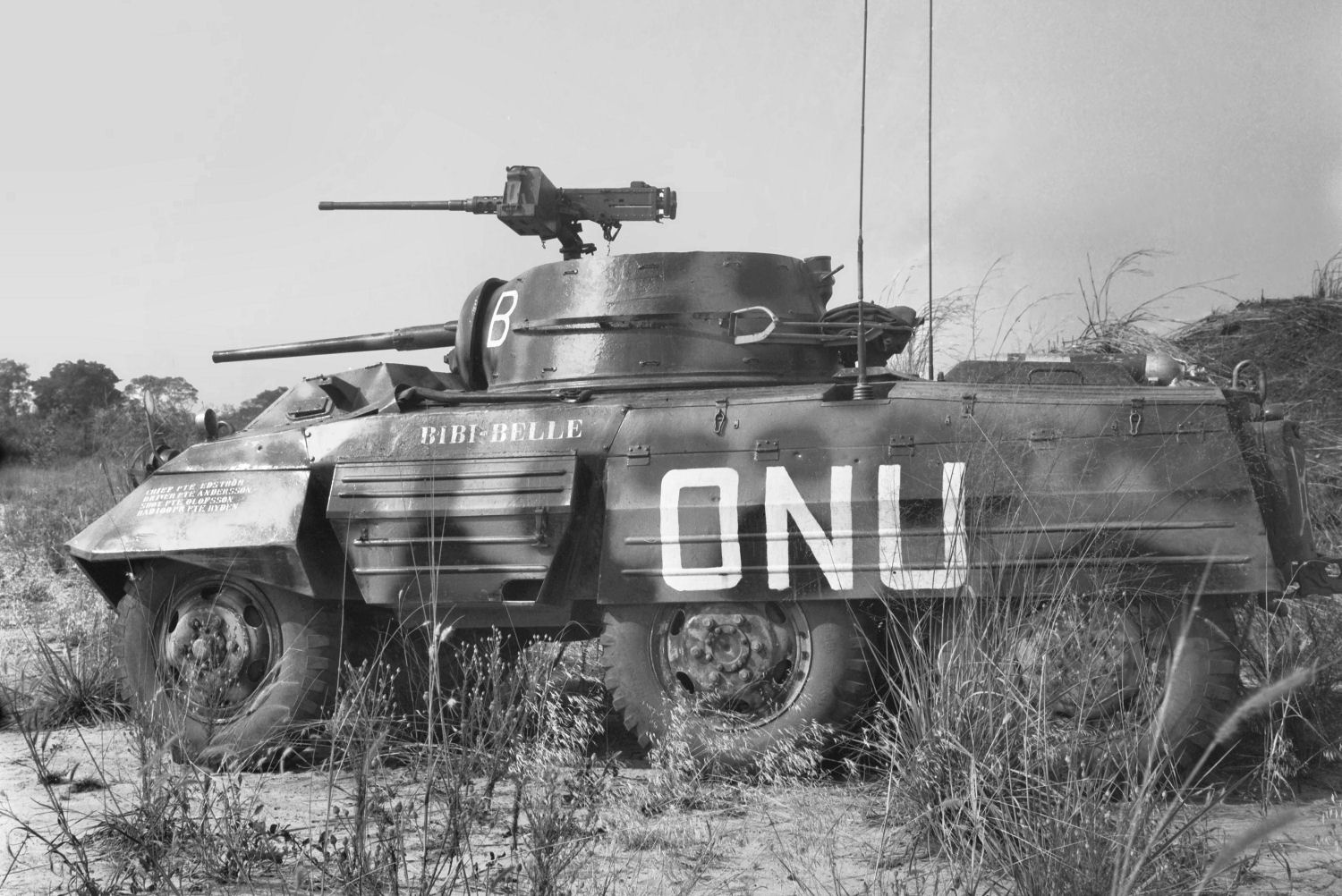
Pansarbil M8
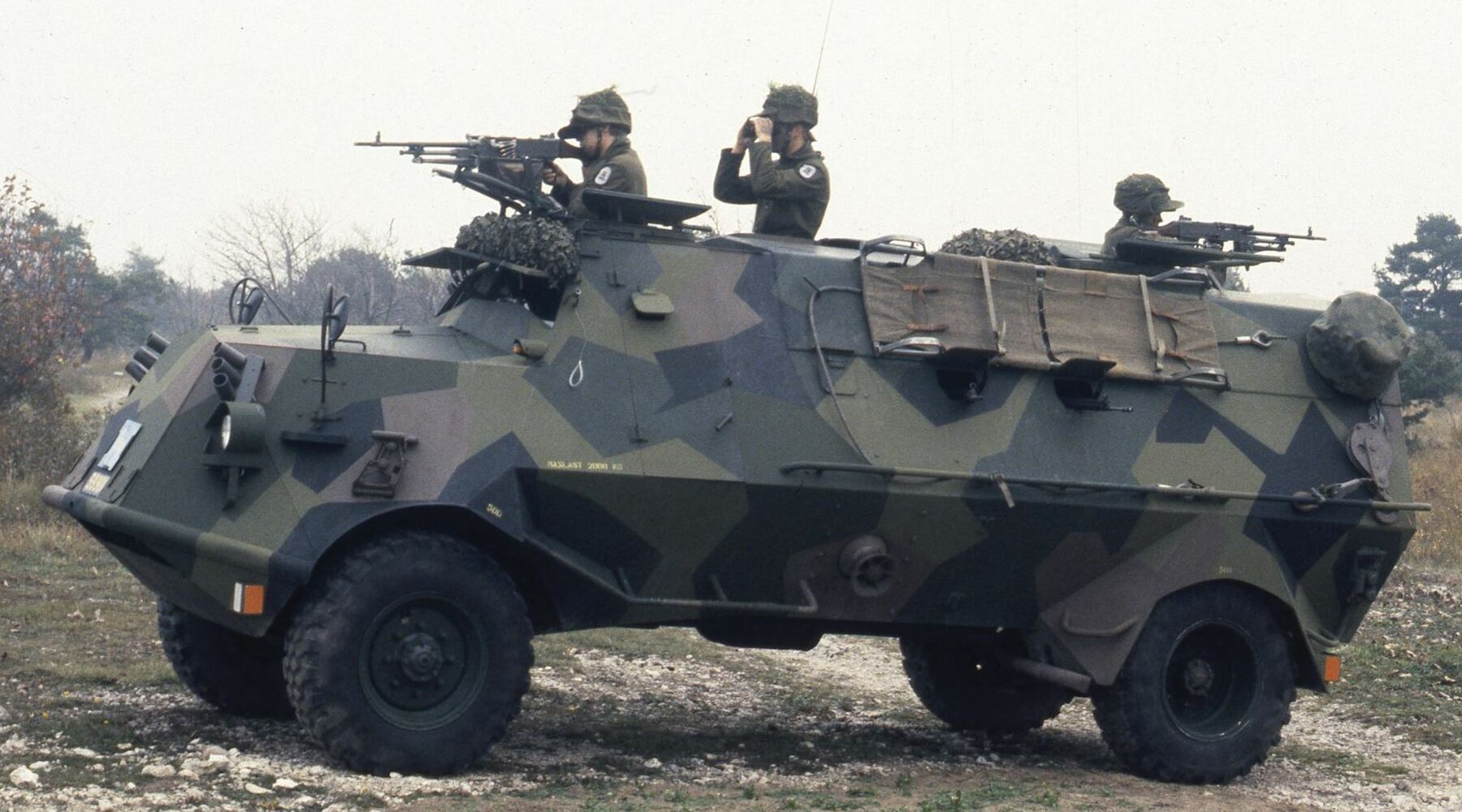
Terrängbil m/42 D SKPF (REMO)

### Modern tid
Under 1980-talet behövde det svenska försvaret nya skyddade trupptransportfordon, varav man efter utprovning valde att köpa in finska Sisu XA-180 1988, sedermera betecknade pansarterrängbil 180. Modellen uppskattades och inköp av en förbättrad variant gjordes 2000, sedermera betecknad pansarterrängbil 203, då byggd av finska Patria. Dessa kom att backas upp av ytterligare en ny modell från Patria vid namn pansarterrängbil 360 år 2009. Både patgb 203 och 360 är i tjänst idag och utgör den Svenska armens pansarbilsflotta. Fordonen är delvis modulära och finns i olika varianter, såsom en sjuktransportvariant.

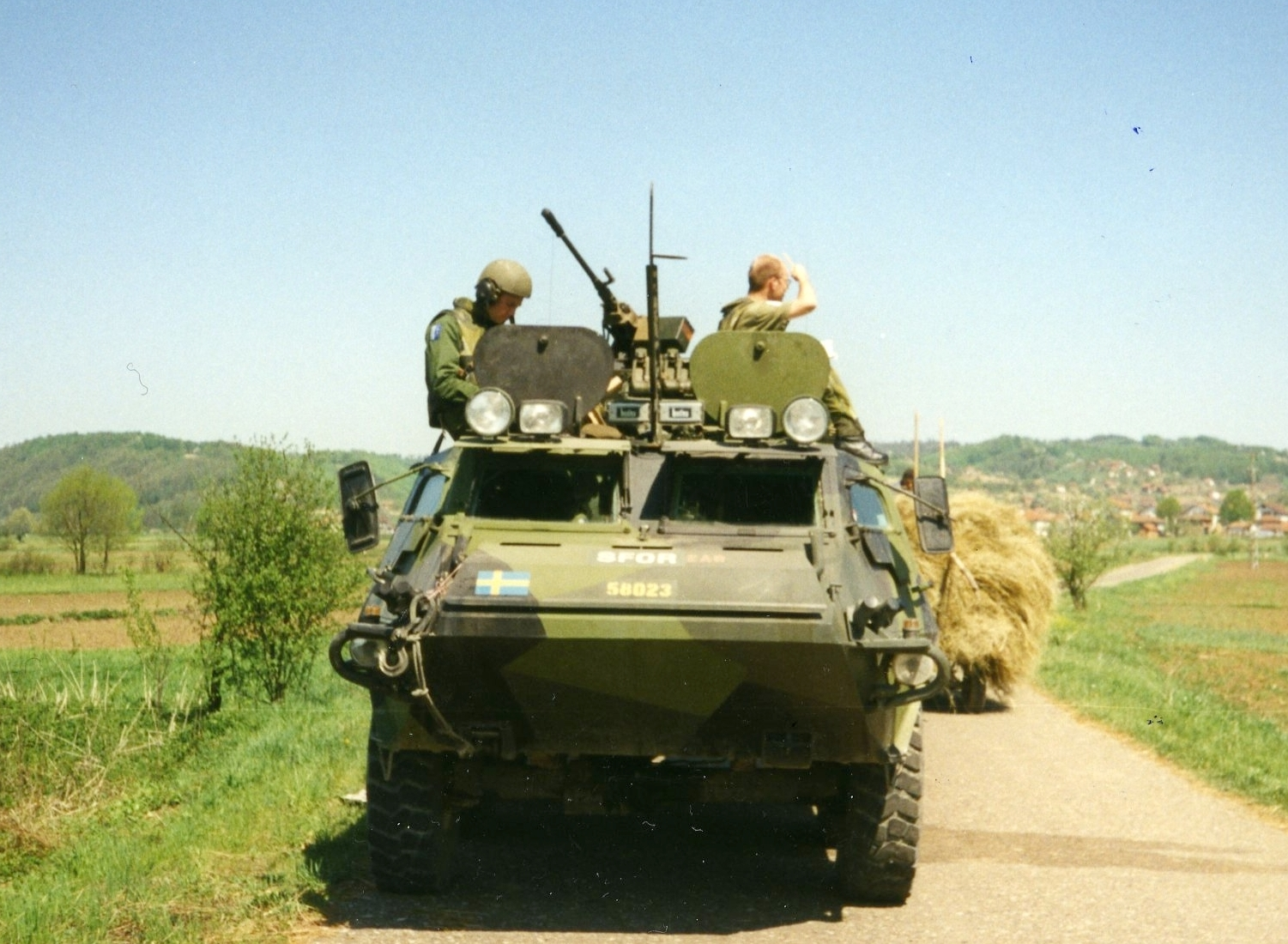
Pansarterrängbil 180
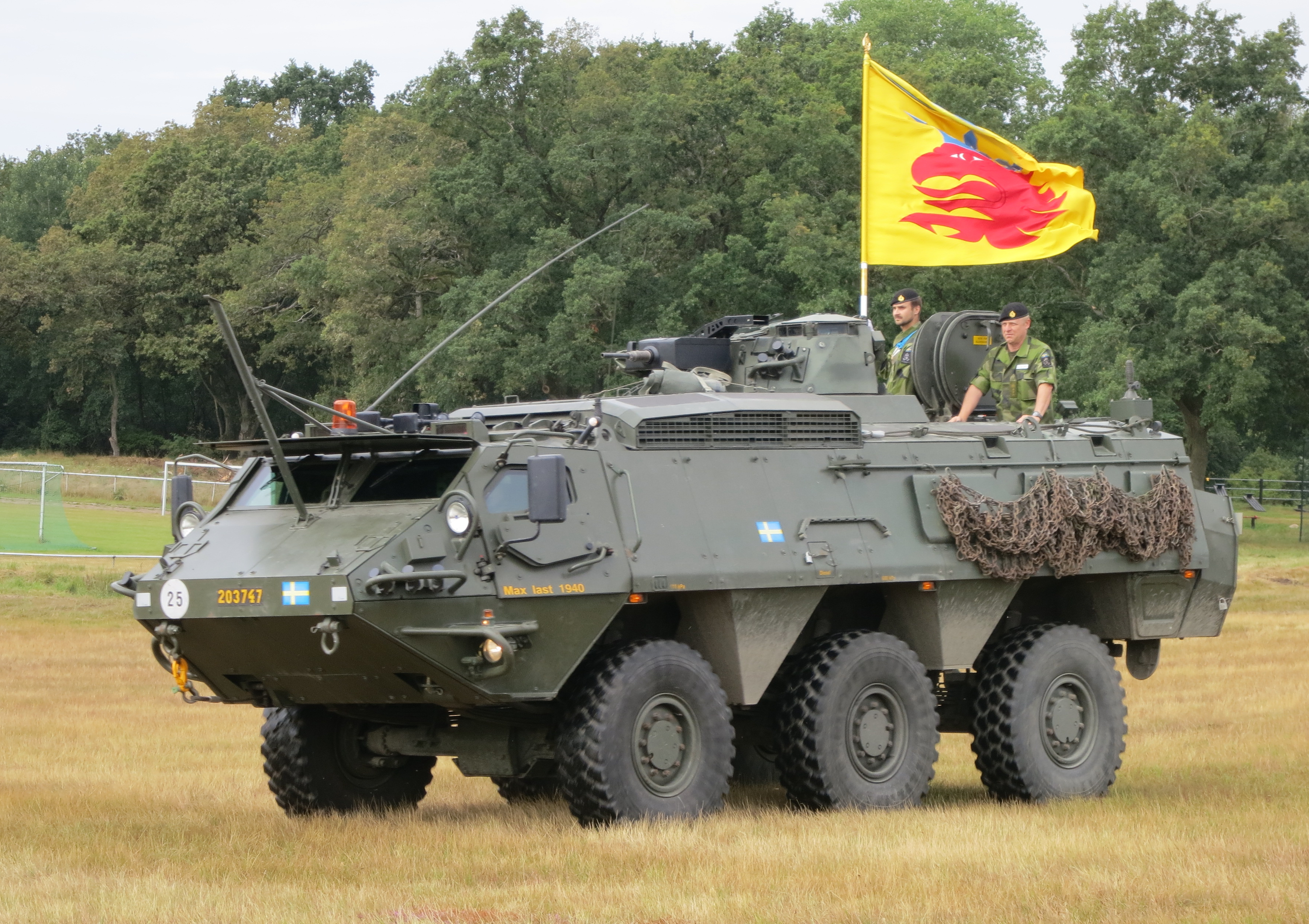
Pansarterrängbil 203
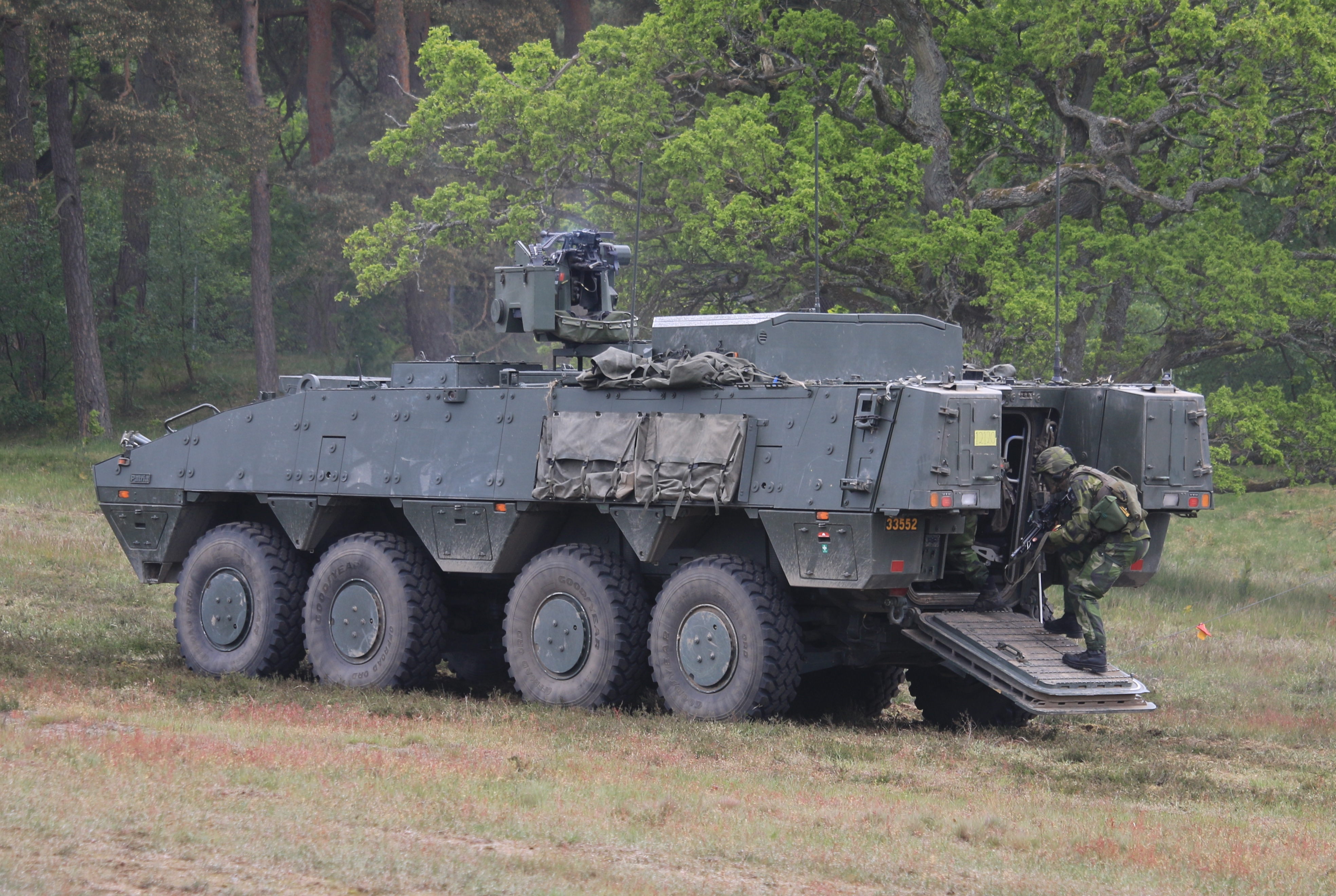
Pansarterrängbil 360

## Exempel på pansarbilar

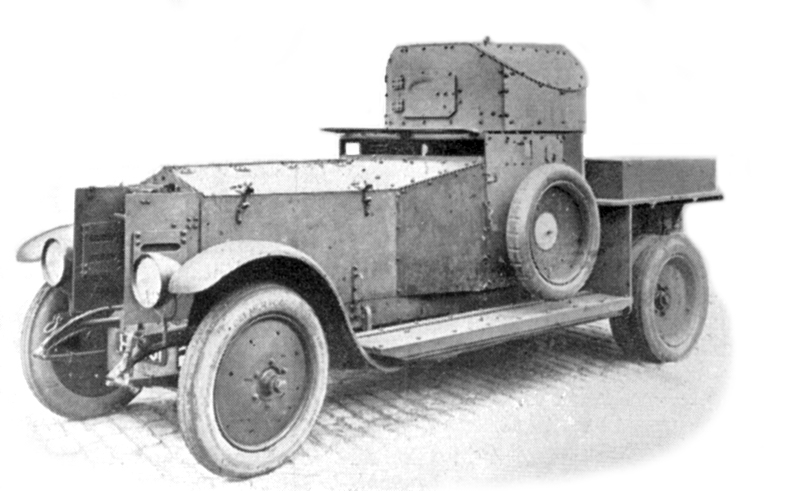
En Rolls-Royce-pansarbil från första världskriget.
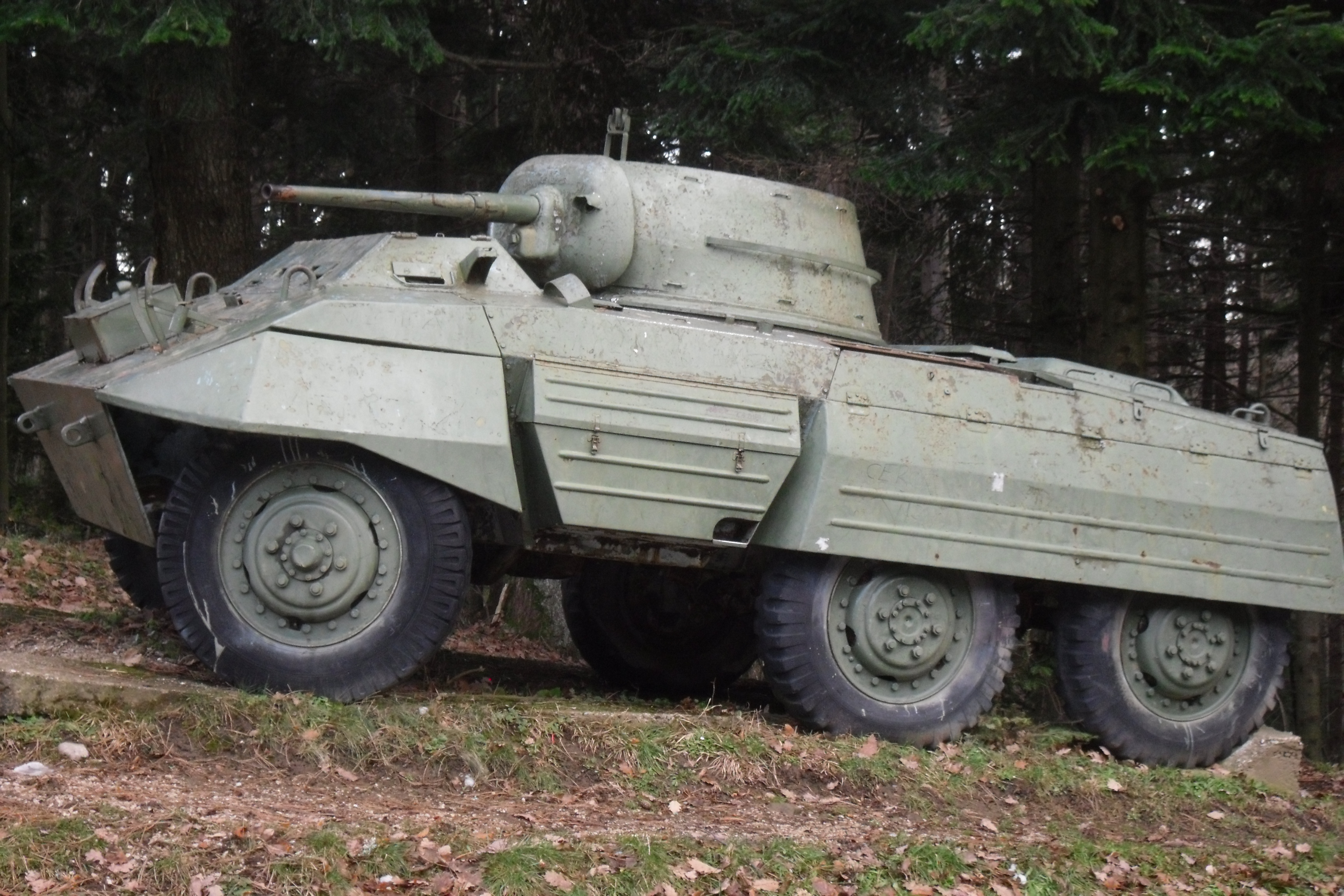
M8 Greyhound.
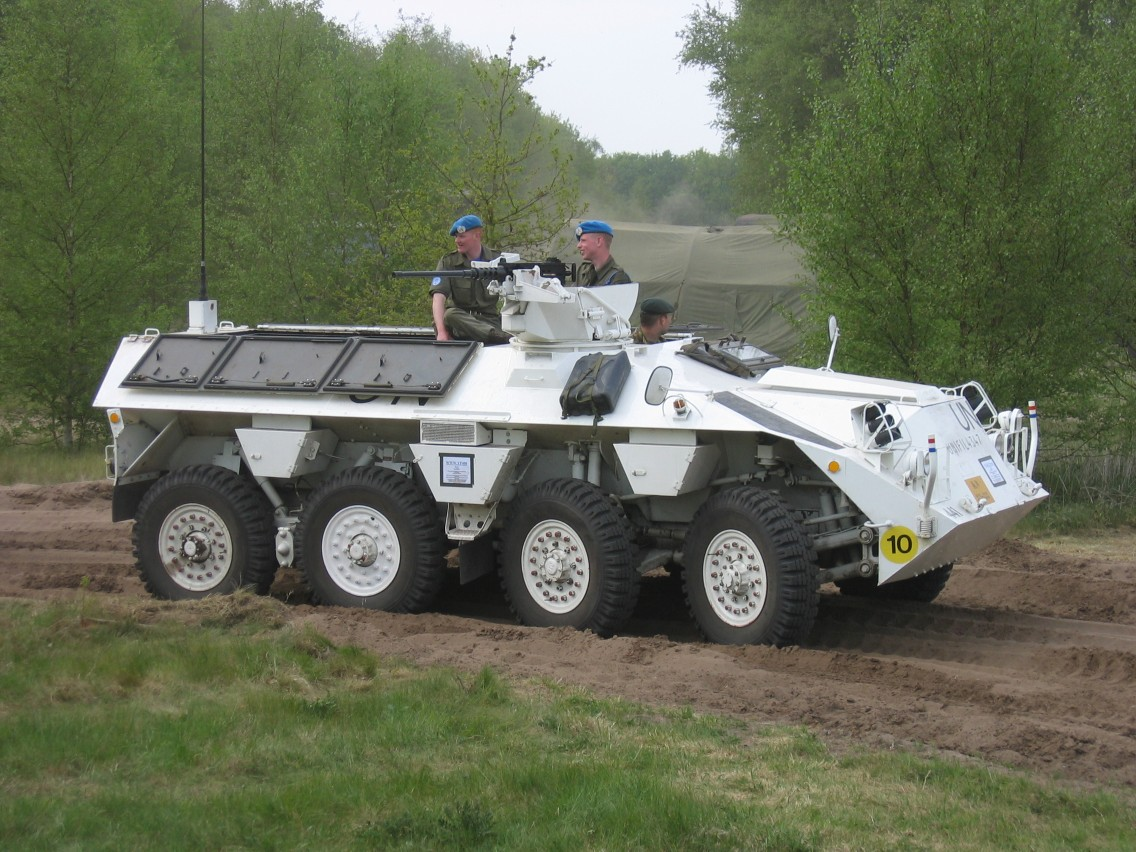
Holländsk pansarterrängbil typ DAF YP-408 (designad på 1950-talet och i tjänst till på 1980-talet).
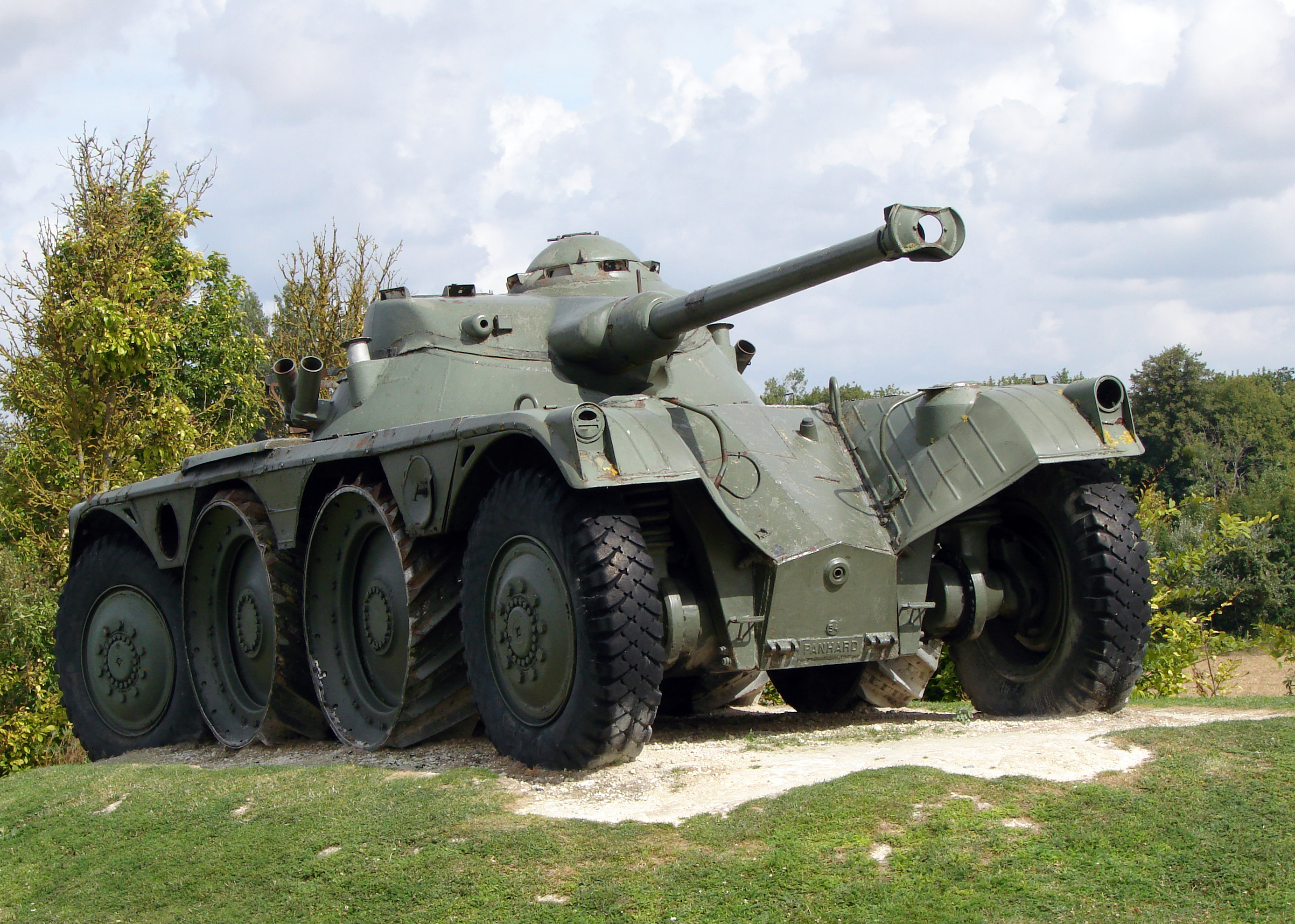
Panhard EBR, en blandning mellan en pansarbil och stridsvagn.
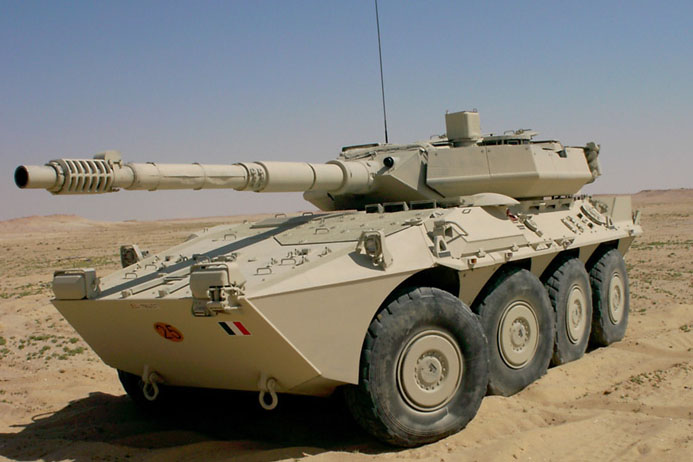
Centauro B1, en blandning av en pansarbil och pansarvärnskanonvagn.